# فوتيس (بئر السبع)
فوتيس هي قرية فلسطينية كانت تقع على بعد 17 كم شمال غربيّ مدينة بئر السّبع، هدمت وهجر سكانها خلال حرب احتلال فلسطين عام 48.

## القرية قبل عام 1948
معلومات قليلة عُرفت عن القرية، كان يسكنها حواليّ 150 نسمة (بحسب تعداد عام 1945) وبلغت مساحة أراضيها المسلوبة 1000 دونمًا.

## القرية منذ 1948
أقيمت على أرض القرية مستوطنة «باتيش» ("פטיש" بالعبرية، وتعني شاكوش). سكنها مستوطنون يهود من أصول مصريّة ولم يستطيعوا السكن فيها طويلًا نظرًا لشروطها الصحراويّة الصعبة، في عام 1955 نُفذّت في مستوطنة باتيش عمليّة فدائيّة حيث دخل 3 أشخاص من غزّة إلى المستوطنة الّتي كانت تقسم طقوس عرس ورموا قنبلتين يدويتيين راح ضحيتها مستوطنة واحدة وجُرح 18 آخرون.
أراد المستوطنون ترك القرية بعد العمليّة ولكنّ دافيد بن جوريون رئيس حكومة الكيان الصهيونيّ آن ذاك حضر إلى القرية وشجّع أهلها على البقاء هناك للحفاظ على الحلم الصهيونيّ. كما وحسّن شروط المعيشة في القرية من أجل إقناعهم بالبقاء ونجح هذا الأمر.
بعد شهرين من هذا الحدث، حضر 3 فدائيين آخرين إلى القرية ورموا قنبلة يدويّة إلى بيت مستوطنين آخرين ممّا ولّد جرحى أخرين.